# Gwardie Światopełkowe
Gwardie Świętopełkowe (cz. Svatoplukovy gardy) – czeska kolaboracyjna formacja paramilitarna działająca podczas II wojny światowej.
Zostały utworzone na Morawach w sierpniu 1939 r. jako Gwardie Faszystowskie (Fašistické gardy). Na ich czele stanęli Arnošt Pořízka, b. żołnierz Legionu Czechosłowackiego w Rosji i Jakub Niemczyk, morawski działacz polityczny.
Liczyły ok. 800 ludzi, noszących jednolite odzienie (spodnie jeździeckie, wysokie buty i biała koszula z czarnymi wyłogami). Panowała wśród nich wojskowa dyscyplina.
Poszczególne oddziały były zorganizowane jak hitlerowskie SA. Podstawową jednostką była rota w sile 169 ludzi. Planowano sformować z gwardzistów 16 pułków na całym terytorium Protektoratu Czech i Moraw, ale nigdy do tego nie doszło.
Nie podporządkowały się Narodowemu Zjednoczeniu, natomiast od 1940 r. podjęły bliską, ale krótkotrwałą współpracę z faszystowskim Czeskim Obozem Narodowo-Społecznym „Vlajka” Jana Rysa-Rozsévača. Przemianowały się wówczas na Gwardie Światopełkowe. Ich nazwa pochodziła od imienia księcia wielkomorawskiego Światopełka z IX wieku. Korzystały także z cichego poparcia Niemców, którzy udostępnili ich członkom miejsce do ćwiczeń na Wyspie Strzeleckiej w Pradze. Gwardziści pozdrawiali się zawołaniem Vůdci zdar!.
8 sierpnia 1940 r. gwardziści brali udział w nieudanym faszystowskim puczu Vlajki w Pradze. W późniejszym okresie Gwardie Światopełkowe odgrywały coraz mniejszą rolę (ich członkowie stracili prawo noszenia własnych strojów), aż rozpadły się na pocz. 1943 r., a ich członkowie przeszli do innych kolaboracyjnych i faszystowskich organizacji. W kwietniu 1945 r. niektórzy b. gwardziści wstąpili do formowanej Ochotniczej Kompanii SS „Św. Wacława”.
Po wojnie przywódcy Gwardii zostali osądzeni – J. Niemczyk dostał karę dożywotniego więzienia, a A. Pořízka 20 lat więzienia.